# Albert Beyltjens
Albertus (Albert) Carolus Amandus Beyltjens (Berchem, 27 maart 1901 - Hove, 27 december 1992) was een Belgisch ondernemer, bestuurder en politicus.

## Levensloop
Beyltjens was van opleiding licentiaat in de handelswetenschappen. Omstreeks april 1947 vestigde hij zich in het Berghof in de Kapelstraat te Hove. Hij was stichter van Alliage Léger et ses Applications (Alesa), fabrikant van fietsvelgen. Daarnaast was hij voorzitter van COLIPED (omstreeks de periode 1968-'71) en bestuurder van Fabrimetal.
In 1959 werd hij aangesteld als burgemeester van Hove in opvolging van Albert Claessens. Een mandaat dat hij uitoefende tot 1970 toen hij werd opgevolgd door Frank Swaelen.
Op 18 december 1984 ontving hij de titel van ridder en de verheffing in het persoonlijk adeldom.
In Hove is een straat naar hem vernoemd, met name de Albert Beyltjensstraat.